# Faustino Asprilla
Faustino Asprilla (* 10. listopadu 1969, Tuluá) je bývalý kolumbijský fotbalista. FIFA ho vyhlásila šestým nejlepším hráčem světa za rok 1996. V divácké anketě uspořádané roku 2008 byl zvolen mezi pět nejlepších fotbalistů kolumbijské historie.
Reprezentoval Kolumbii na olympiádě 1992, mistrovství světa ve fotbale 1994 a mistrovství světa ve fotbale 1998. Získal bronzovou medaili na Copa América 1995 a stříbrnou na Zlatém poháru CONCACAF 2000. V památném utkání kvalifikace na Mistrovství světa ve fotbale 1994, kdy Kolumbijci deklasovali Argentinu na její půdě 5:0, vstřelil dva góly.
V roce 1991 získal kolumbijský titul v dresu klubu Atlético Nacional, s AC Parma vyhrál Pohár vítězů pohárů 1992/93, Pohár UEFA 1994/95 a Pohár UEFA 1998/99.
Asprilla přitahuje pozornost médií také svým bouřlivým soukromým životem a svéráznými názory na fotbal.